# Navutoka
Navutoka  es una localidad del distrito de Lapaha, en Tonga. Tiene una población de 683 habitantes en 2021.

## Geografía
La localidad se encuentra junto con Manuka, al este de la isla de Tongatapu, en el distrito de Lapaha, a orillas del Paso de Piha. Al oeste limita con Talafo'ou y al este con Kolonga. 